# Vincenzo Lombard
Vincenzo Giovanni Carlo Lombard (Collegno, 8 agosto 1883 – Roma, 3 gennaio 1968) è stato un generale e politico italiano, particolarmente distintosi come ufficiale del Regio Esercito nel corso della guerra italo-turca e della prima guerra mondiale, dove fu comandante della 13ª Squadriglia da ricognizione e combattimento, della 74ª Squadriglia, della 70ª Squadriglia caccia e del VI Gruppo. Dopo la fine del conflitto transitò in forza alla neocostituita Regia Aeronautica dove fu comandante del 1º Stormo Aeroplani da Caccia, e della 2ª, 3ª e 4ª Zona Aerea Territoriale (Z.A.T.). Elevato al rango di generale di squadra aerea il 17 febbraio 1936, fu nominato Senatore del Regno d'Italia il 17 marzo 1939. Decorato con due Medaglie d'argento e una di bronzo al valor militare.

## Biografia
Nacque a Collegno, provincia di Torino, l'8 agosto 1883, figlio di Luigi e Maddalena Maffei. Arruolatosi nel Regio Esercito, il 5 novembre 1902 entrò alla Regia Accademia di Fanteria e Cavalleria di Modena, da cui uscì con il grado di sottotenente il 5 settembre 1904 assegnato all'arma di fanteria e in forza all'85º Reggimento fanteria.
Dall'11 aprile 1907 passò in forza al corpo degli alpini, assegnato in servizio presso il 5º Reggimento alpini con la promozione a tenente il 19 settembre. Con lo scoppio della guerra italo-turca partì per la zona di operazioni, dal 18 dicembre 1911 arrivando a Derna il 18 dicembre 1911, e combattendo nel corso della campagna di Libia fino al 7 novembre 1912.
Dal 3 aprile 1913 è assegnato in servizio presso il Battaglione Aviatori di Cascina Costa, conseguendo il brevetto di pilota nell'agosto successivo. Trasferito sul campo d'aviazione di Aviano conseguì il brevetto di pilota militare su Blériot XI il 29 marzo 1914, viene promosso capitano il 31 dicembre di quell'anno.
Dal 25 marzo 1915 è assegnato al Battaglione Squadriglie Aviatori e dal 24 maggio è in zona di guerra come comandante della 13ª Squadriglia da ricognizione e combattimento Blériot a Torresella di Giussago (Portogruaro), dove rimane fino al 1º agosto.
Dal 29 agosto ritorna al battaglione Squadriglie Aviatori di Cascina Malpensa per cambio di apparecchio e dal 15 ottobre è comandante della 5ª Squadriglia caccia di Milano che dal 15 aprile 1916 diventa 74ª Squadriglia Aviatik, ricoprendo questo incarico fino al 21 ottobre.
Dal 12 aprile 1917 comanda il Campo Maggiore a Cascina Costa di Samarate e dal 1º maggio il Campo Aviazione di Cascina Malpensa fino al 15 ottobre.
Dal 25 dicembre 1917 torna in zona di guerra assegnato alla 70ª Squadriglia caccia, e dal 1º febbraio 1918, promosso maggiore, ne assume il comando sino al 30 marzo, quando passa a quello del VI Gruppo che mantiene fino al 15 marzo 1919 quando assume il Comando della Massa da Caccia di Padova.
Il 18 luglio 1919 lascia la zona di guerra per assumere la Direzione Generale dell'Aeronautica al fine di organizzare una missione in Cina. Dal 12 ottobre si unisce alla Milizia Legionaria Fiumana, assumendo il comando dell'Aviazione Fiumana del Carnaro, e ricoprendo questo incarico fino al 1º febbraio 1921. Il 29 giugno ritorna al Comando del Campo di Cascina Costa ed il 7 marzo 1923 va al Comando Generale dell'Aeronautica come Ispettore degli Stormi.
In ottobre è promosso tenente colonnello ed entra nel Corpo di Stato Maggiore Generale della neocostituita Regia Aeronautica con il corrispondente grado di Comandante di Gruppo e dal 15 gennaio 1924 come Vice Comandante di Stormo.
Dal 4 febbraio 1924 è trasferito al Comando del 1º Stormo Aeroplani da Caccia di stanza a Brescia e dal 25 giugno 1925 diventa tenente colonnello dell'Arma Aeronautica Ruolo Combattenti.
L'11 settembre dello stesso anno è promosso colonnello, e dal 15 aprile 1926 svolge temporaneamente le funzioni di Comandante della 2ª Zona Aerea Territoriale (Z.A.T.) e poi dal 17 giugno di Comandante, con il grado di generale di brigata aerea, ricoprendo questo incarico fino al 16 novembre 1927.
Dal 17 novembre è al Ministero dell'Aeronautica e dal 16 ottobre 1928 Comandante della 3ª Zona Aerea Territoriale (Z.A.T.) ricevendo il grado di generale di divisione aerea il 24 settembre 1931.
Il 15 ottobre 1933 diventa Direttore Generale del Personale Militare e delle Scuole, e dal 1º luglio 1935 è comandante della 4ª Zona Aerea Territoriale (Z.A.T.), venendo elevato al rango di generale di squadra aerea il 17 febbraio 1936.
Dal 16 aprile 1937 diviene comandante della 3ª Zona Aerea Territoriale (Z.A.T.) sino all'8 agosto 1938 quando raggiunge i limiti d'età e va in ausiliaria.
Il 9 novembre viene richiamato temporaneamente per l'incarico di Presidente del Comitato Superiore d'Aeronautica. Nominato Senatore del Regno d'Italia il 17 marzo 1939, fu Vicepresidente della Commissione delle forze armate dal 17 aprile 1939 al 5 agosto 1943. Si spense a Roma il 3 gennaio 1968.

### Fonti
1. 1 2 3 4 5 6 7 8 9 10 11 12  Mancini 1936, p. 405.
2. 1 2 3  Generals.